# Buhruf

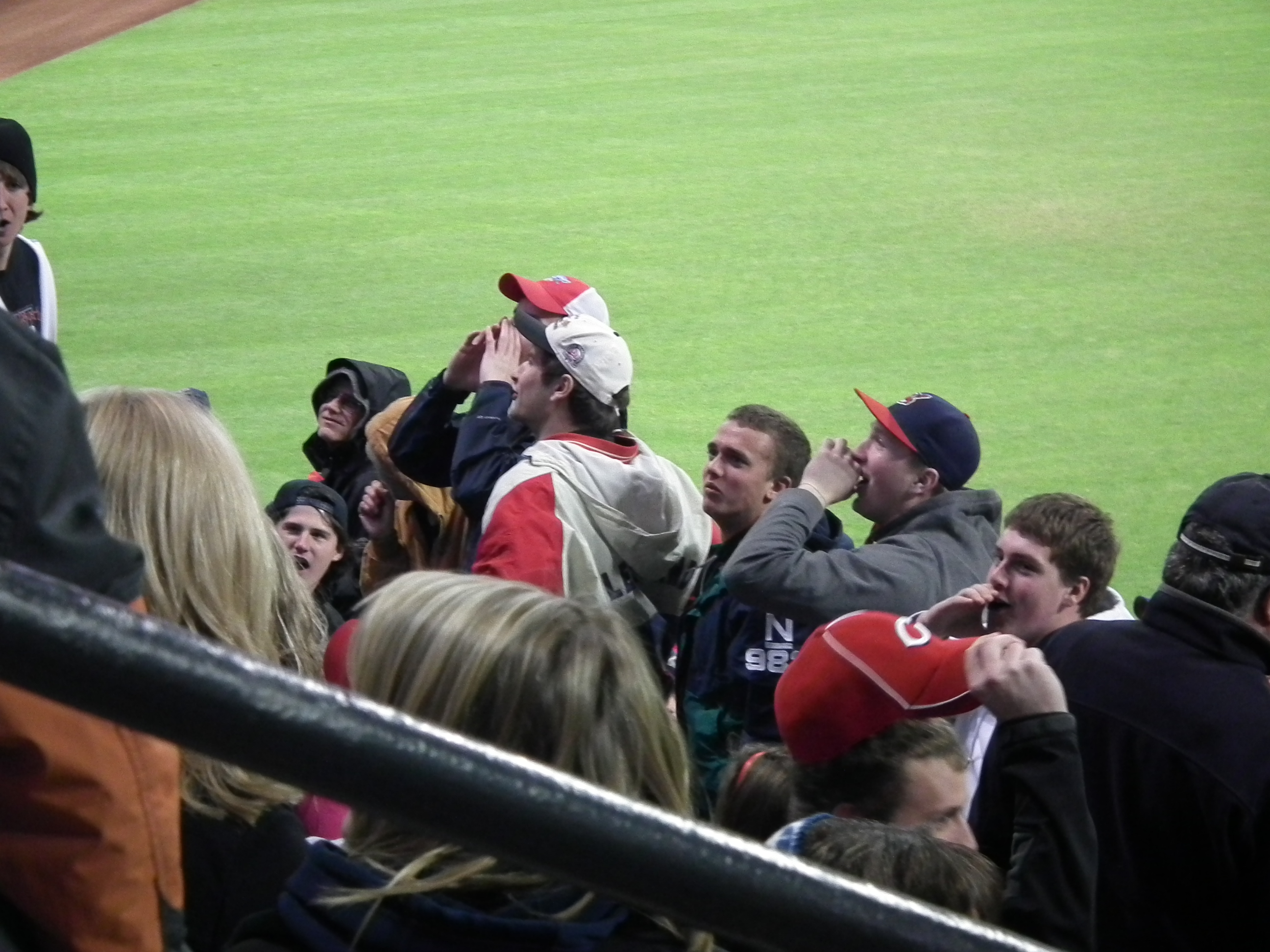
Fans eines Baseballteams buhen die Anhänger eines anderen Teams aus

Buhrufe sind demonstrative Äußerungen des Missfallens, mit denen enttäuschte oder entrüstete Publikumsmitglieder Darbietungen wie Theaterstücke, Konzerte, Filmpremieren oder andere Performances beurteilen. Als eine Partikel gehört Buh zur Wortart der Interjektionen.

## Vorgang
Hierbei wird in der Regel tatsächlich laut „Buh“ gerufen. Dies geschieht entweder in einem konkreten Moment des Anstoßes (als negatives Pendant zum Szenenapplaus) oder anstelle des Beifalls am Ende der Darbietung. Kommt es zu mehreren Buhrufen, oder überwiegen diese gar, so spricht man oft davon, dass eine Darbietung „ausgebuht“ wurde. In jedem Fall gilt das Buhrufen als unhöflich und rücksichtslos gegenüber den Mitwirkenden, allerdings ist es insbesondere bei Premieren in Schauspiel und Oper verbreitet. Buhrufe gegen Regisseure (und seltener auch Dirigenten) sind dort erheblich häufiger als solche gegen Schauspieler oder Sänger. Schon die Zuschauer bei römischen Gladiatorenkämpfen sollen durch Buhrufe ihrem Missmut gegen die Politik des jeweiligen Herrschers Ausdruck gegeben haben.

### Alternativen
Eine andere Art der Missfallensäußerung aus dem Publikum stellt das Auspfeifen dar. Hierbei versuchen Publikumsmitglieder, durch lautes Pfeifen eine missliebige Person am Reden zu hindern, indem sie deren Äußerungen übertönen. Nehmen hieran viele Personen teil, wird oft von einem Pfeifkonzert gesprochen. Das Auspfeifen ist eher bei Reden und politischen Veranstaltungen verbreitet, aber auch in Stadien während Sportveranstaltungen.
Bis zum Anfang des 20. Jahrhunderts war im Theater auch das Auszischen üblich.

## Buhtest
Da das Ausbuhen einer Person eine öffentliche Meinungsäußerung gegen diese Person darstellt, wird in der Meinungsforschung der sogenannte „Buhtest“ verwendet, um dasjenige Meinungslager zu identifizieren, gegen das die öffentliche Meinung gerichtet ist. Dabei wird dem Befragten von einem Vorfall erzählt, bei dem einer von zwei Rednern zu einem Thema ausgebuht wird, und gefragt, was der Befragte glaubt, welcher der Redner ausgebuht wurde: derjenige, der sich für, oder der, der sich gegen einen bestimmten Standpunkt ausgesprochen hat. Vor dem Hintergrund der Theorie der Schweigespirale kann so ermittelt werden, welches Meinungslager öffentlich unter Druck gerät.